# Grasiczak

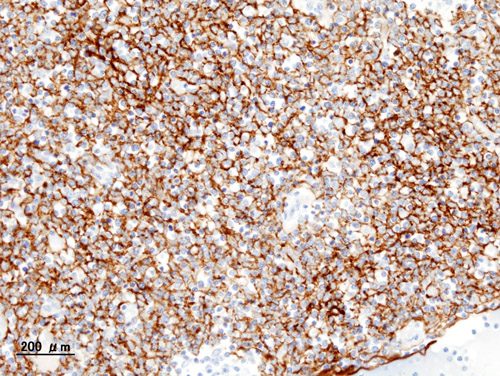
Obraz histologiczny grasiczaka (typ B1) o lokalizacji w przednim śródpiersiu. Barwienie immunohistochemiczne na cytokeratynę CAM5.2.

Grasiczak (łac. thymoma) – rzadki nowotwór wywodzący się z tkanki nabłonkowej grasicy. Może zawierać nacieki z niezmienionych nowotworowo limfocytów. W około 90% lokalizuje się w przednim śródpiersiu.

## Objawy i przebieg
Grasiczak stosunkowo często objawia się zespołami paraneoplastycznymi, zwłaszcza miastenią. 

## Leczenie
Zawsze dąży się do całkowitej resekcji zmiany, konieczne jest przeprowadzenie resekcji zmiany w całości (en bloc). W przypadku nieusunięcia zmiany w całości przeprowadza się adiuwantową radioterapię. Radioterapia nie jest rutynowo stosowana u chorych z całkowitą resekcją nowotworu (resekcja R0). Neoadiuwantowa radioterapia znajduje zastosowanie w przypadku dużych, nieoperacyjnych guzów w celu umożliwienia przeprowadzenia zabiegu chirurgicznego.
Nie opracowano dotąd standardów ogólnoustrojowego leczenia grasiczaka. Stosuje się chemioterapię opartą na cisplatynie. Stwierdzono aktywność schematów ADOC (cisplatyna, doksorubicyna, winkrystyna i cyklofosfamid), PAC (cisplatyna, doksorubicyna, cyclofosfamid), PE (cisplatyna i etopozyd) i VIP (cisplatyna, ifosfamid i etopozyd).

## Klasyfikacja ICD10
| kod ICD10     | nazwa choroby                                                           |
| ------------- | ----------------------------------------------------------------------- |
| ICD-10: C37   | Nowotwór złośliwy grasicy                                               |
| ICD-10: D15   | Nowotwór niezłośliwy innych i nieokreślonych narządów klatki piersiowej |
| ICD-10: D15.0 | Grasica                                                                 |